# Lewiatan Business Angels
Lewiatan Business Angels (LBA) jest największą w Polsce siecią Aniołów Biznesu, działającą przy Konfederacji Lewiatan. Zajmuje się kojarzeniem atrakcyjnych projektów inwestycyjnych z inwestorami poszukującymi nowych, ciekawych projektów, mających duży potencjał wzrostu.

## Historia organizacji
Lewiatan Business Angels powstało w 2005 roku. Chronologicznie jest drugą siecią Aniołów Biznesu w Polsce (pierwsza powstała sieć PolBan). Twórcą LBA był Michał Olszewski, który przez pierwsze dwa lata nią zarządzał. Do roku 2012 siecią zarządzał Jacek Błoński.
LBA wraz z PKPP Lewiatan prowadzi finansowany ze środków unijnych projekt "Aktywizacja i podnoszenie kompetencji podmiotów rynku aniołów biznesu w Polsce". Celem projektu jest szerokie rozpropagowanie idei Aniołów Biznesu oraz przygotowanie przedsiębiorców i inwestorów do transakcji kapitałowych o charakterze udziałowym, wymiana doświadczeń inwestorów oraz implementacja na rynku polskim światowych wzorców w zakresie funkcjonowania sieci Aniołów Biznesu. W ramach projektu odbędzie się m.in. 160 seminariów i konferencji prowadzonych przez liderów światowego rynku Aniołów Biznesu, wykonanych zostanie ponad 100 usług doradczych, ukaże się seria publikacji prezentujących poszczególne części procesu inwestycyjnego. Projekt będzie realizowany do końca 2013 roku.

## Działalność i cele organizacji
- zrzeszanie Aniołów Biznesu
- ułatwianie inwestorom dostępu do ciekawych inwestycji
- ułatwianie obiecującym przedsiębiorcom pozyskiwania funduszy na rozwój projektu
- promowanie idei Aniołów Biznesu, jako kluczowego elementu w rozwoju startupów
- promowanie idei Aniołów Biznesu, jako ważnego czynnika w procesie komercjalizacji nauki

## Firmy, w które zainwestowali aniołowie biznesu z sieci LBA
- W Biegu Cafe (sieć kawiarni)
- Ozumi films (firma producencka w branży filmowej)
- Legic Kompania Importowa Dóbr Luksusowych
- ANT Industrial Software Systems (oprogramowanie)
- Likwidator Pomoc Ubezpieczeniowa
- Medicalgorythmics (urządzenia do monitoringu pracy akcji serca)
- Flashbook.pl (wydawnictwo)
- GoldenEgg (doradztwo finansowe)
- Apeiron Synthesis (produkcja chemiczna)
- Polidea (aplikacje mobilne) - Polidea w 2011 r. zdobyła nagrodę Europejskiej Sieci Aniołów Biznesu (EBAN) w kategorii "Deal of the Year"

## Partnerzy
- EBAN
- PIF
- Program Operacyjny Innowacyjna Gospodarka
- Europejski Fundusz Rozwoju Regionalnego
- Ready for Equity